# 王霜
王 霜（おう そう、拼音:Wáng Shuāng、1995年1月23日 - ）は、中国の女子サッカー選手。トッテナム・ホットスパーFCウィメン所属。ポジションはフォワード。
中華人民共和国代表として60試合以上出場しており、2013年と2015年の東アジアカップおよび、2015年のワールドカップに出場している。

## 来歴
王霜は湖北サッカー協会のユース育成システム出身の選手。12歳時に破格とされる中国U-16女子代表に選出、15歳時にはU-19代表に呼ばれた。
2013年の全運会で、湖北省U-18女子サッカー代表チームとして出場し、7ゴールを決め注目を集めた。また、2013年にはフル代表として初招集され、アルガルヴェ・カップと東アジアカップに帯同した。2013年AFCU-19女子ジュニア選手権でもチームで主役を演じ、チームのMVPとなった。
2013年には、韓国WKリーグクラブの忠北スポーツTOTO WFCと契約、海外での選手生活を開始した。入団して間もない新しいチームを韓国FAカップの決勝に導き、年末の 「アジア年間最優秀ユース選手賞」にノミネートされた。
2018年2月13日、トップリーグに昇格したばかりの故郷チーム、武漢江大WFCに入団したが、8月3日にはパリ・サンジェルマンFCが王霜との2年契約を発表した。

## タイトル

### 個人
- アジア年間最優秀選手賞：1回（2018年）